# August Tilmann
August Tilmann (* 1867 in Neuwied; † 29. Januar 1923 in Berlin) war ein Verwaltungsjurist und Regierungspräsident von Osnabrück.

## Leben
Tilmann studierte Rechts- und Sozialwissenschaften an den Universitäten Freiburg, Straßburg, München und Berlin. Danach war er am Oberlandesgericht in Köln tätig. 1897 wurde er ins Kultusministerium nach Berlin berufen, wo er rasch Karriere machte. Dabei war er auch mit den Verhandlungen über den Neubau des Ratsgymnasiums Osnabrück betraut. 
1917 verlieh ihm die juristische Fakultät der Universität Göttingen die Ehrendoktorwürde. Am 1. Juni des gleichen Jahres wurde er als erster Regierungspräsident katholischen Glaubens nach Osnabrück berufen. Seine Amtstätigkeit wurde von sozialdemokratischer Seite heftig attackiert. Schon im Juli 1923 kehrte er als Ministerialdirektor ins preußische Finanzministerium nach Berlin zurück.